# Không gian Sobolev
Trong toán học, không gian Sobolev là một không gian vectơ của các hàm số trang bị với một chuẩn là tổng của chuẩn Lp của hàm số đó cùng với các đạo hàm cho tới một bậc nào đó. Các đạo hàm được hiểu theo một nghĩa yếu thích hợp để làm không gian trở thành đầy đủ, và do vậy là một không gian Banach. Nó được đặt theo tên của Sergei L. Sobolev. Sự quan trong của các không gian Sobolev nằm ở sự kiện là nghiệm của các phương trình vi phân thường nằm trong các không gian Sobolev hơn là các không gian thông thường của các hàm số liên tục với các đạo hàm được hiểu theo nghĩa thông thường.

## Giới thiệu
Có nhiều tiêu chuẩn để định nghĩa độ trơn của hàm số. Tiểu chuẩn cơ bản nhất có lẽ là tính liên tục. Một khái niệm mạnh hơn của độ trơn là tính khả vi (bởi vì hàm số khả vi thì cũng liên tục) và một khái niệm còn mạnh hơn độ trơn là sự liên tục của đạo hàm của hàm số (những hàm số này được gọi là {\displaystyle C^{1}} — xem hàm trơn). Hàm số khả vi đóng vai trò quan trọng trong nhiều lãnh vực, và đặc biệt trong các phương trình vi phân. Vào thế kỷ XX, người ta thấy rằng không gian {\displaystyle C^{1}} (hay {\displaystyle C^{2}}, v.v.) không phải là không gian đúng để nghiên cứu phương trình vi phân.
Các không gian Sobolev là sự thay thế của toán học hiện đại cho các không gian cổ điển đó khi đi tìm nghiệm của các phương trình vi phân.

## Không gian Sobolev trên hình tròn đơn vị
Trong trường hợp này không gian Sobolev {\displaystyle W^{k,p}} được định nghĩa là một tập con của Lp sao cho f và các đạo hàm yếu của nó tới bậc k nào đó có chuẩn Lp hữu hạn, với p ≥ 1 cho trước. Phải cẩn thận để định nghĩa đạo hàm một cách chặt chẽ. Trong bài toán 1 chiều đủ để giả sử rằng {\displaystyle f^{(k-1)}} là khả vi hầu như mọi nơi và bằng nhau hầu như khắp nơi với tích phân Lebesgue của đạo hàm của nó (điều này sẽ giúp loại bỏ các ví dụ như hàm số Cantor mà nó không liên quan gì đến định nghĩa mà chúng ta đang cố tiến tới).
Với định nghĩa này, không gian Sobolev có dạng một không gian vectơ định chuẩn tự nhiên sau đây,
{\displaystyle \|f\|_{k,p}={\Big (}\sum _{i=0}^{k}\|f^{(i)}\|_{p}^{p}{\Big )}^{1/p}={\Big (}\sum _{i=0}^{k}\int |f^{(i)}(t)|^{p}\,dt{\Big )}^{1/p}.}
{\displaystyle W^{k,p}} trang bị với chuẩn {\displaystyle \|\cdot \|_{k,p}} là một không gian Banach. Chỉ cần lấy phần đầu và phần cuối của tổng này, nghĩa là chuẩn được định nghĩa bằng
{\displaystyle \|f^{(k)}\|_{p}+\|f\|_{p}}
cũng tương đương với chuẩn định trên.

### Trường hợpp= 2
Các không gian Sobolev với p = 2 là đặc biệt quan trọng bởi sự liên quan của chúng với chuỗi Fourier và bởi vì chúng tạo thành một không gian Hilbert. Một ký hiệu đặc biệt được dùng cho trường hợp này:
{\displaystyle \,H^{k}=W^{k,2}.}
Không gian {\displaystyle H^{k}} có thể được định nghĩa một cách tự nhiên theo chuỗi Fourier, với cách sau,
{\displaystyle H^{k}({\mathbb {T} })={\Big \{}f\in L^{2}({\mathbb {T} }):\sum _{n=-\infty }^{\infty }(1+n^{2}+\dotsb +n^{2k})|{\widehat {f}}(n)|^{2}<\infty {\Big \}}}
với {\displaystyle {\widehat {f}}(n)} là hệ số trong khai triển thành chuỗi Fourier của {\displaystyle f}. Tương tự như trên, chúng ta có thể sử dụng chuẩn tương đương
{\displaystyle \|f\|^{2}=\sum _{n=-\infty }^{\infty }(1+n^{2})^{k}|{\widehat {f}}(n)|^{2}.}
Cả hai cách thể hiện này suy theo định lý Parseval và đạo hàm tương đương với phép nhân hệ số Fourier với in.
Thêm vào đó, không gian Hk có một tích vô hướng, giống như là H0 = L2. Thật ra, tích vô hướng trong Hk được định nghĩa theo tích vô hướng L2 sau đây:
{\displaystyle \langle u,v\rangle _{H^{k}}=\sum _{i=0}^{k}\langle D^{i}u,D^{i}v\rangle _{L_{2}}.}
Không gian Hk trở thành một không gian Hilbert với tích vô hướng đó.

### Các ví dụ khác
Some other Sobolev spaces permit a simpler description. For example, {\displaystyle W^{1,1}(0,1)} is the space of absolutely continuous functions on {\displaystyle (0,1)}, while W1,∞(I) is the space of Lipschitz functions on {\displaystyle I}, for every interval {\displaystyle I}.
All spaces Wk,∞ are (normed) algebras, i.e. the product of two elements is once again a function of this Sobolev space, which is not the case for p < ∞. (E.g., functions behaving like |x|−1/3 at the origin are in L2, but the product of two such functions is not in L2).

## Không gian Sobolev vớikkhông phải là số tự nhiênk
Để tránh nhầm lẫn, khi nói về k không phải là số tự nhiên người ta thường ký hiệu bằng s, i.e. {\displaystyle W^{s,p}} hay là {\displaystyle H^{s}.}

### Trường hợpp= 2
Trường hợp p = 2 là trường hợp đơn giản nhất, chúng ta định nghĩa chuẩn sau
{\displaystyle ||f||_{2,s}^{2}=\sum (1+n^{2})^{s}|{\widehat {f}}(n)|^{2}}
và không gian Sobolev {\displaystyle H^{s}} là không gian chứa các hàm số mà chuẩn này hữu hạn.

### Đạo hàm bậc phân số
Một cách tương tự có thể được sử dụng nếu p khác 2. Trong trường hợp này định lý Parseval không còn đúng nữa, nhưng phép lấy đạo hàm vẫn tương ứng với phép nhân trong miền Fourier và có thể tổng quát hóa lên các bậc không phải là số tự nhiên. Do đó ta định nghĩa một toán tử của đạo hàm bậc phân số bậc s bởi
{\displaystyle F^{s}(f)=\sum _{n=-\infty }^{\infty }(in)^{s}{\widehat {f}}(n)e^{int}}
hay nói một cách khác, lấy biến đổi Fourier, nhân với {\displaystyle (in)^{s}} rồi lấy biến đổi Fourier nghịch (các toán tử được định nghĩa theo Fourier-nhân-nghịch Fourier được gọi là các toán tử nhân và là đề tài nghiên cứu riêng). Điều này cho phép chúng ta định nghĩa chuẩn Sobolev {\displaystyle s,p} bởi
{\displaystyle \,||f||_{s,p}=||f||_{p}+||F^{s}(f)||_{p}}
và, như lệ thường, không gian Sobolev là không gian các hàm số mà chuẩn này là hữu hạn.

### Nội suy phức
Một cách khác để đạt được các "không gian Sobolev bậc phân số" được đưa ra bởi nội suy phức(complex interpolation). Nội suy phức là một kỹ thuật tổng quát: với 0 ≤ t ≤ 1 và X và Y là hai không gian Banach được nhúng liên tục vào một không gian Banach lớn hơn nào đó chúng ta có thể tạo "không gian trung gian" ký hiệu là [X,Y]t. 
Không gian X và Y như vậy được gọi là một cặp nội suy.
Chúng ta có một số định lý hữu dụng về nội suy phức:
Định lý (reinterpolation): [ [X,Y]a, [X,Y]b ]c = [X,Y]cb+(1-c)a.
Theorem (interpolation of operators): if {X,Y} and {A,B} are interpolation pairs, and if T là một linear map defined on X+Y into A+B so that T is continuous from X to A and from Y to B then T is continuous from [X,Y]t to [A,B]t. and we have the interpolation inequality:
{\displaystyle ||T||_{[X,Y]_{t}\to [A,B]_{t}}\leq C||T||_{X\to A}^{1-t}||T||_{Y\to B}^{t}.}
Returning to Sobolev spaces, we want to get {\displaystyle W^{s,p}} for non-integer s by interpolating between {\displaystyle W^{k,p}}-s. The first thing is of course to see that this gives consistent results, and indeed we have
Theorem: {\displaystyle \left[W^{0,p},W^{m,p}\right]_{t}=W^{n,p}} if n is an integer such that n=tm.
Hence, complex interpolation is a consistent way to get a continuum of spaces {\displaystyle W^{s,p}} between the {\displaystyle W^{k,p}}. Further, it gives the same spaces as fractional order differentiation does (but see extension operators below for a twist).

## Không gian nhiều chiều
Bây giờ chúng ta xét đến các không gian Sobolev trong Rn và các tập con của Rn. Việc thay đổi từ hình tròn sang đường thẳng chỉ làm thay đổi chuỗi Fourier thành biến đổi Fourier và tổng thành tích phân. Việc tổng quát lên không gian nhiều chiều cần thêm định nghĩa về đạo hàm theo lý thuyết phân bố.
Giả sử D là một tập mở trong không gian Rn. Chúng ta định nghĩa không gian Sobolev
{\displaystyle \,W^{k,p}(D)}
như là tập của các hàm số f định nghĩa trên D sao cho mọi đa chỉ số (multi-index) {\displaystyle \alpha } với
{\displaystyle |\alpha |\leq k}
chúng ta có {\displaystyle f^{(\alpha )}} là một hàm số và
{\displaystyle ||f^{(\alpha )}||_{p}<\infty .}
Chuẩn là tổng của các chuẩn Lp trên các đa chỉ số α như vậy. Nó là đầy đủ, và do đó là một không gian Banach.
Thức ra thì cách tiếp cận này cũng đúng với trường hợp không gian 1 chiều, và không khác lắm với các định nghĩa trên.

### Các ví dụ
In multiple dimensions, it is no longer true that, for example, {\displaystyle W^{1,1}} contains only continuous functions. For example, 1/|x| belong to {\displaystyle W^{1,1}(B^{3})} where {\displaystyle B^{3}} is the unit ball in three dimensions. It is true that for k sufficiently large, {\displaystyle W^{k,p}(D)} will contain only continuous functions, but for which k this is already true depends both on p and on the dimension.
However, the descriptions of W1,∞ and {\displaystyle W^{k,2}} above hold, mutatis mutandis.

## Định lý nhúng Sobolev
xem thêm bất đẳng thức Sobolev.
The Sobolev space {\displaystyle W^{k,p}(\mathbb {R} ^{n})} is a subset of {\displaystyle L^{p}(\mathbb {R} ^{n})} by definition. A natural question to ask is: are there other Lp spaces which contain {\displaystyle W^{k,p}(\mathbb {R} ^{n})}? The following answer admits a simple representation (cf.):
Theorem: Let {\displaystyle k,n\in \mathbb {Z} _{>0}} and {\displaystyle 1\leq p\leq \infty }. Then the following statements hold:
1. if {\displaystyle {\frac {1}{p}}>{\frac {k}{n}}} then {\displaystyle W^{k,p}(\mathbb {R} ^{n})\subseteq L^{\frac {1}{{\frac {1}{p}}-{\frac {k}{n}}}}(\mathbb {R} ^{n})} as sets. Moreover, the inclusion is a bounded operator.
2. if {\displaystyle {\frac {1}{p}}={\frac {k}{n}}} then all functions {\displaystyle f\in W^{k,p}(\mathbb {R} ^{n})} with compact support are elements of {\displaystyle L^{q}(\mathbb {R} ^{n})} for any {\displaystyle q<\infty }.

## Traces
Main article Trace operator.
Let s > ½. If X is an open set such that its boundary G is "sufficiently smooth", then we may define the trace (that is, restriction) map P by
{\displaystyle Pu=u|_{G},}
i.e. u restricted to G. A sample smoothness condition is uniformly {\displaystyle C^{m}}, m ≥ s. (NB There is no connection here to trace of a matrix.)
This trace map P as defined has domain {\displaystyle H^{s}(X)}, and its image is precisely {\displaystyle H^{s-1/2}(G)}. To be completely formal, P is first defined for infinitely differentiable functions and is extended by continuity to {\displaystyle H^{s}(X)}. Note that we 'lose half a derivative' in taking this trace.
Identifying the image of the trace map for {\displaystyle W^{s,p}} is considerably more difficult and demands the tool of real interpolation, which we shall not go into. The resulting spaces are the Besov spaces. It turns out that in the case of the {\displaystyle W^{s,p}} spaces, we don't lose half a derivative; rather, we lose 1/p of a derivative.

## Các toán tử mở rộng
If X is an open domain whose boundary is not too poorly behaved (e.g., if its boundary is a manifold, or satisfies the more permissive but more obscure "cone condition") then there is an operator A mapping functions of X to functions of Rn such that:
1. Au(x) = u(x) for almost every x in X and
2. A is continuous from {\displaystyle W^{k,p}(X)} to {\displaystyle W^{k,p}({\mathbb {R} }^{n})}, for any 1 ≤ p ≤ ∞ and integer k.

We will call such an operator A an extension operator for X.
Extension operators are the most natural way to define {\displaystyle H^{s}(X)} for non-integer s (we cannot work directly on X since taking Fourier transform is a global operation). We define {\displaystyle H^{s}(X)} by saying that u is in {\displaystyle H^{s}(X)} if and only if Au is in {\displaystyle H^{s}(\mathbb {R} ^{n})}. Equivalently, complex interpolation yields the same {\displaystyle H^{s}(X)} spaces so long as X has an extension operator. If X does not have an extension operator, complex interpolation is the only way to obtain the {\displaystyle H^{s}(X)} spaces.
As a result, the interpolation inequality still holds.

### Mở rộng bởi zero
We define {\displaystyle H_{0}^{s}(X)} to be the closure in {\displaystyle H^{s}(X)} of the space {\displaystyle C_{c}^{\infty }(X)} of infinitely differentiable compactly supported functions. Given the definition of a trace, above, we may state the following
Theorem: Let X be uniformly Cm regular, m ≥ s and let P be the linear map sending u in {\displaystyle H^{s}(X)} to 
{\displaystyle \left.\left(u,{\frac {du}{dn}},...,{\frac {d^{k}u}{dn^{k}}}\right)\right|_{G}}
where d/dn is the derivative normal to G, and k is the largest integer less than s. Then {\displaystyle H_{0}^{s}} is precisely the kernel of P.
If {\displaystyle u\in H_{0}^{s}(X)} we may define its extension by zero {\displaystyle {\tilde {u}}\in L^{2}({\mathbb {R} }^{n})} in the natural way, namely
{\displaystyle {\tilde {u}}(x)=u(x)\;{\textrm {if}}\;x\in X,0\;{\textrm {otherwise.}}}
Theorem: Let s>½. The map taking u to {\displaystyle {\tilde {u}}} is continuous into {\displaystyle H^{s}({\mathbb {R} }^{n})} if and only if s is not of the form n+½ for n an integer.